# 草绿双盖蕨
草绿双盖蕨（学名：Diplazium viridescens）也称草绿短肠蕨，为蹄盖蕨科双盖蕨属下的一个种。